# Мерабишвили, Константин Михайлович
Константин Михайлович Мерабишви́ли (груз. კონსტანტინე მიხეილის ძე მერაბიშვილი; 1906—1993) — советский грузинский скульптор. Народный художник Грузинской ССР (1958). Лауреат Сталинской премии первой степени (1943). 

## Биография
Родился 7 (20) июля 1906 года в Тифлисе, ныне Тбилиси. В 1930 году окончил Тбилисскую академию художеств. Ученик Я. И. Николадзе. Член-корреспондент АХ СССР (1970). Член ВКП(б) с 1939 года.
Отец скульптора М. К. Мерабишвили.
Умер 22 сентября 1993 года в Тбилиси.

## Творчество
- памятник Ш. Руставели в Тбилиси (1942)
- памятник Г. Д. Эристави в Гори (1950)
- памятник В. И. Ленину в Кутаиси (1958)
- памятник М. Ф. Ахундову в Тбилиси (1958)
- памятник Г. М. Димитрову в Москве (1972, с М. К. Мерабишвили)
- скульптурный портрет «И. В. Сталин в 1905 году»
- скульптурный портрет М. С. Сарьяна
- скульптурный портрет Г. М. Димитрова

## Награды и премии
- орден Октябрьской Революции (22.8.1986)
- орден «Знак Почёта» (24.2.1941)
- Сталинская премия первой степени (1943) — за памятник Ш. Руставели в Тбилиси (1942)[1]
- народный художник Грузинской ССР (1958)